# Павлик Віктор Франкович
Ві́ктор Фра́нкович Па́влік (нар. 31 грудня 1965, Теребовля) — український співак, артист мистецької агенції Територія А, гітарист, Народний артист України (2016).

## Життєпис
Випускник кафедри естрадного співу Київського національного університету культури та мистецтв.

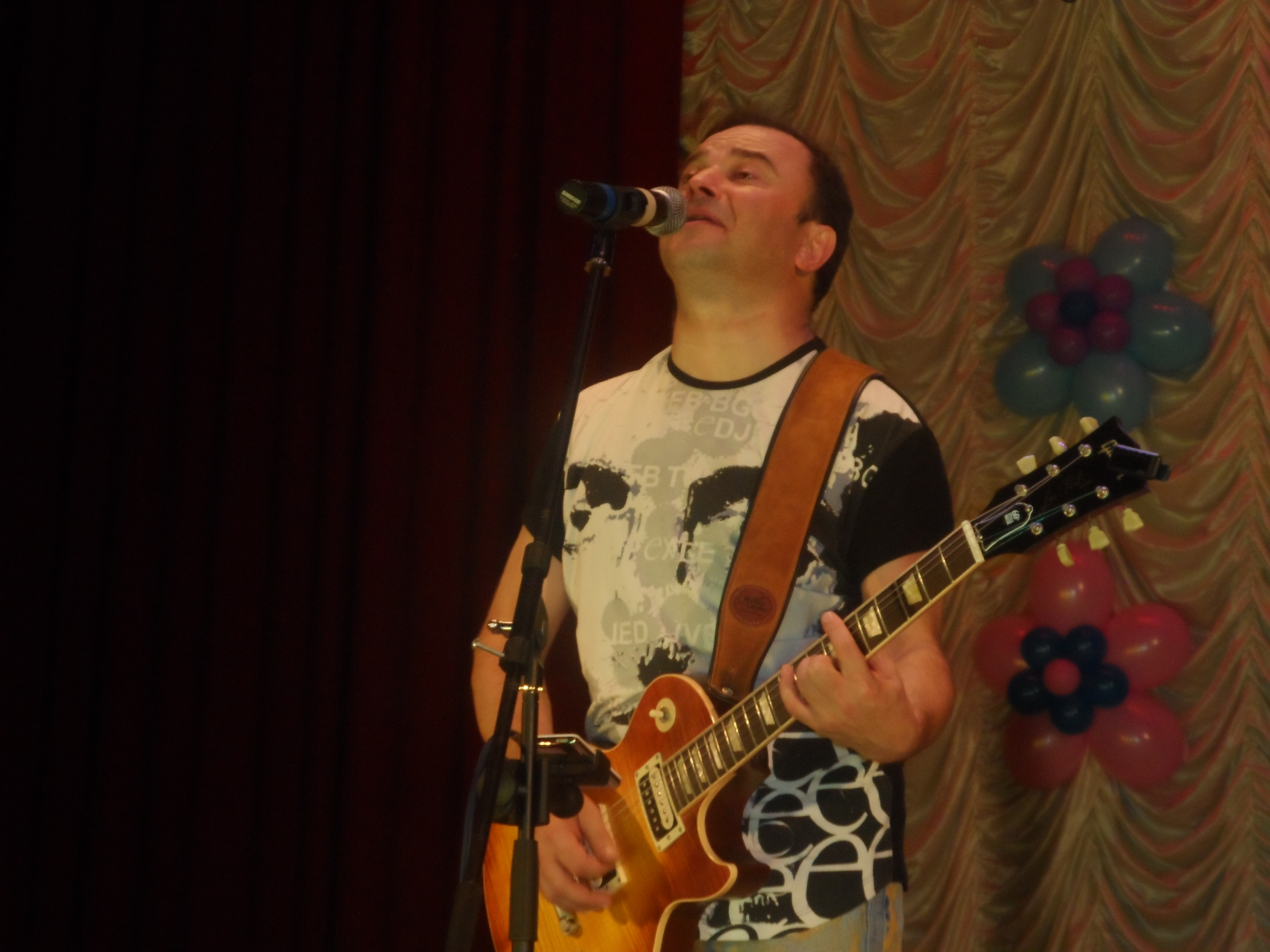

У 1983 році розпочав працювати художнім керівником ВІА «Еверест» районного будинку культури селища Микулинці (Тернопільська область).
Два роки навчався у ПТУ № 18 м. Горішні Плавні Полтавської області, яке закінчив у 1984 році. Тут народився і виріс його син Олександр.
У 1989 році закінчив Теребовлянське культурно-освітнє училище за спеціальністю диригент хорового колективу, вокаліст.
Упродовж 1992—1995 років виступав у Тернопільській обласній філармонії, в групі «Анна Марія». У той період група стала переможцем багатьох конкурсів і фестивалів в Україні та закордоном.
У 1994 році пісня «Ти подобаєшся мені» Сергія Лазо стала найкращим ліричним шлягером України, а «Анна Марія» — найкращим попгуртом України. 1993 року колектив нагороджено дипломом «За високу культуру виконання і відповідність міжнародним стандартам».

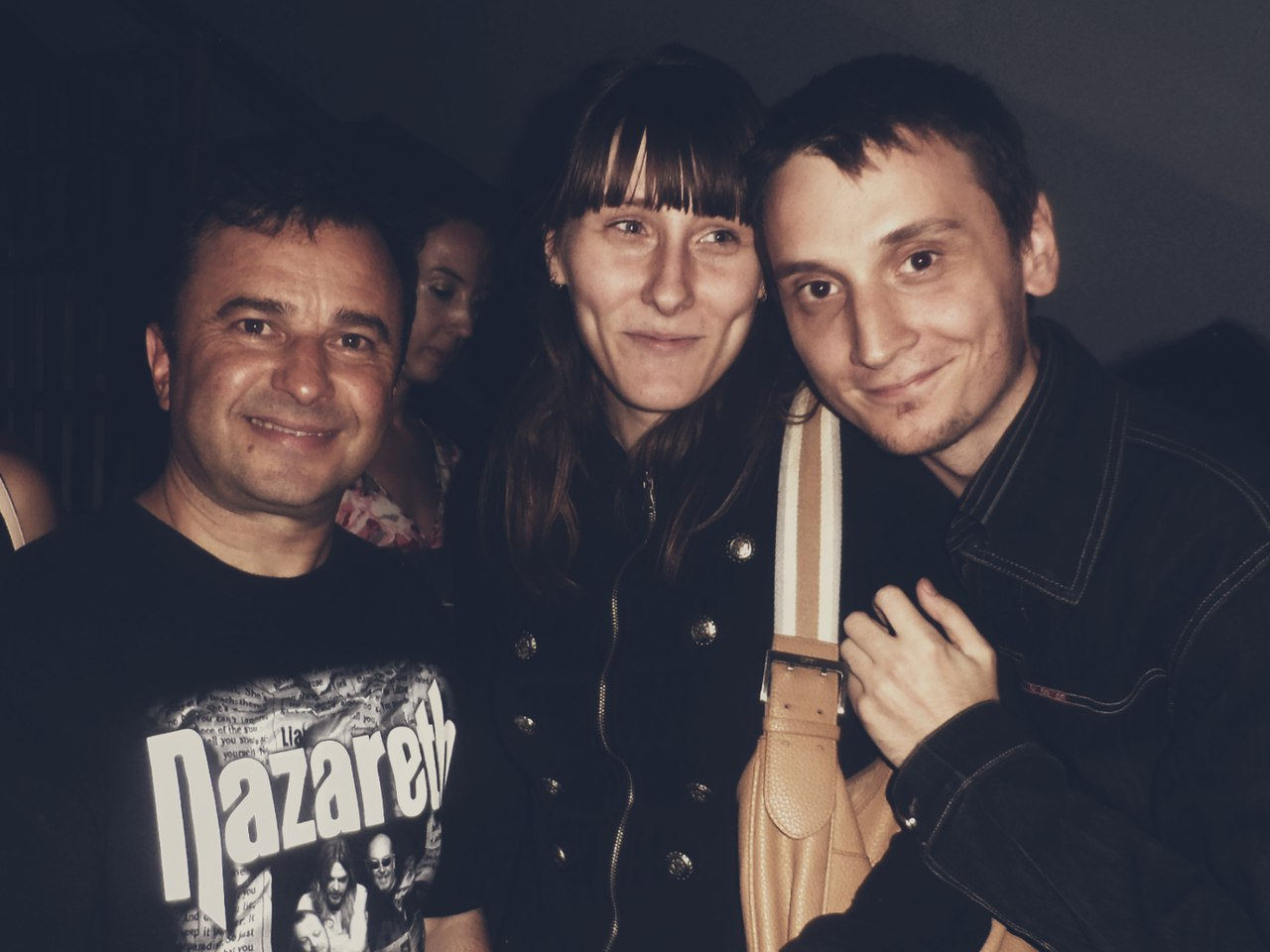
З фанатами

У 1996 році повернувся з Туреччини до Києва з піснею «Шикидим», що стала дуже популярною.
У 2000 році видав спільний з Анжелікою Рудницькою альбом «Диво», який названий найпопулярнішим альбомом року.
У 2004 році під час президентських виборів брав участь у концертному турі «Молодь — проти! Молодь — за!» на підтримку Віктора Януковича
Капітан футбольної команди зірок української естради «Маестро». Володіє турецькою мовою. Уболівальник київського «Динамо».
До 2009 року був парафіянином церкви скандального Сандея Аделаджі «Посольство Боже».
У 2011 році був номінований на премію YUNA у категорії «Найкращий виконавець» за досягнення у музиці за 20 років.
На виборах Президента України 2010 року активно підтримував кандидата Віктора Януковича. Виступав в агітаційних турах за Януковича і просив звання народного артиста.
2023 року Віктор Павлик заявив про важку форму хвороби під ризиком раптової смерті.

## Особисте життя
Батько трьох синів і доньки: Павло (1999—2020), Олександр, Христина та Михайло (15 червня 2021 р.).
12 травня 2020 року одружився із підприємицею та концертною директоркою Катериною Реп'яховою. Повідомили про це 10 червня, в день весілля, яке було відкладене через карантин.
15 червня 2021 року Катерина Реп'яхова народила Віктору Павліку сина, якого назвали Михайлом
7 серпня 2020 року помер 21-річний син українського співака Віктора Павлика Павло Павлик, після двох років боротьби з раком кісток. Останні дні життя хлопець провів у госпісі..

## Скандали
16 травня 2023 року стався скандал через те, що Віктор Павлік невідомим чином роздобув спеціальну перепустку, завдяки якій можна було на автомобілі перетинати Південний міст у Києві (що на той час був закритий для приватних авто), а також їздити по Києву під час комендантської години. Його дружина, Катерина Реп'яхова, на своїй сторінці в Instagram детально розповіла про перепустку та продемонструвала те, як вона нею користується разом з Павліком. Отримання такої перепустки викликало обурення в українському суспільстві, Віктора Павліка звинувачували у корупції. Крім того, коментатори звернули увагу на те, що Павлік кермував автівкою не пристебнутий. Пізніше Катерина Реп'яхова перепрошувала за свій вчинок, назвавши його недоречним жартом. Павлік стверджував, що перепустка була необхідною для пересування під час комендантської години, бо він часто повертається з концертів дуже пізно. Згодом поліція Києва повідомила, що вилучила перепустку у співака. 18 травня стало відомо, що у Німеччині скасували благодійний концерт за участі співака через скандал.

## Дискографія
Аудіоальбоми:
- «Шикидим» (1997)
- «Анна-Марія» (1999)
- «Диво» (2000)
- «Світку мій високий» (2001)
- «Дівчина-сонце» (2002)
- «Дякуючи Богу» (2003)
- «Слава Богу!» (2004)
- «Танцюймо разом» (2005)
- «Кімната в середині мого серця» (2005)
- «Коломийки» (2005)
- «Твої очі» (2006)
- «Город зелёного цвета» (2007)
- «Унесённые любовью» (2008)
- «Коломийки 2» (2012)
- «Ночи и дни» (2017). Альбом записаний спільно зі скандальним пастором Володимиром Мунтяном російською мовою[14]